# Jour de fête (Staël)
Jour de fête est  une huile sur toile de Nicolas de Staël réalisée en 1949 peinte à un moment où presque toutes ses toiles s'intitulaient Composition. Bien qu'appartenant à un collectionneur privé, le tableau est très souvent présent dans les expositions. Il a été montré à la Fondation Pierre Gianadda de Martigny en 1995. Il fera partie de l'exposition qui va avoir lieu du 7 juin au 9 décembre 2014 au Musée d'art moderne André-Malraux intitulée Lumières du nord, lumières du sud . Nicolas de Staël se rendait très souvent chez son ami Georges Braque à Varengeville-sur-Mer et peignait ces paysages qui ont inspiré Braque sur la fin de sa vie. il aimait aussi les lumières du midi où il avait acheté une maison à Ménerbes

## Contexte
À partir de Hommage à Piranese, Staël se livre à une recherche acharnée sur la couleur. la plupart de ses toiles portent le nom de Composition car il architecture ses tableaux avec de larges notes de couleurs. Les lignes, encore imbriquées les unes aux autres, vont bientôt se détacher en larges aplats, les couleurs s'éclaircissent de plus en plus, le peintre aboutit à un nouveau système plastique  « où l'enduit se fait toujours plus dense et gras et la couleur plus délicate. »
Dans le catalogue de 1976 intitulé Staël aux Beaux-arts de Dijon Serge Lemoine 
note que cette composition centripète est d'une texture incroyablement dense.
Jean Grenier écrit dix ans plus tard à propos de Staël : « On a beaucoup dit que le cas de Nicolas de Staël était complexe. (...) Rien de plus simple au contraire que ce vol rectiligne vers la lumière, toujours la même, qui apparaît puis disparaît au-dessous de l'horizon, d'un être pour qui cette lumière désespérément capricieuse compte seule(...) »
Lors de la rétrospective à la Fondation Maeght de Saint-Paul-de-Vence en 1991, le tableau figurait parmi les toiles exposées. Le catalogue établi  par Jean-Louis Prat, avec le concours de Jorge Semprún, Georges Raillard, et Anne de Staël indique que  ce tableau et ses éléments constituent désormais la marque du système plastique mis au point par de Staël.

## Description
« La couleur s'étale, de plus en plus raffinée, comme un épiderme d'une texture incroyablement dense et épaisse. La surcharge de matière obtenue par la superposition des couches contribue à donner une extraodrinaire puissance ainsi que le remarque André Chastel. »
La composition est encore celle des fameux bâtonnets qui sont articulés autour d'un centre. Le batônet de gauche s'élence comme un jet blanc, celui de droit descend vers une ligne noire sinueuse pour se perdre dans une partie de cercle. À gauche, une contre-courbe vient équilibeer la série de petits coups de pinceau de couleur jaune qui forment un contraste avec le gris bleu.

## Expositions
Le tableau a été exposé en 1957 à Berne et à Otten, en 1958 à Bäle, en 1959 à Cassel, en 1964 à Bâle (fondtion Beyeler), en 1965 à Rotterdam et à Zurich; en 1965 et 1966 à New York, Boston puis Chicago, en 1972 à Saint-Paul-de Vence, en 1991 à Madrid et encore une fois à Saint-Paul de Vence, en 1993 à Tokyo, Kamakura et Hiroshima, en 1994 à Francfort, en 1995 à Martigny, en 2003 au Centre Pompidou[Où ?] et en 2010 à la Fondation Gianadda de Martigny